# Přístaviště

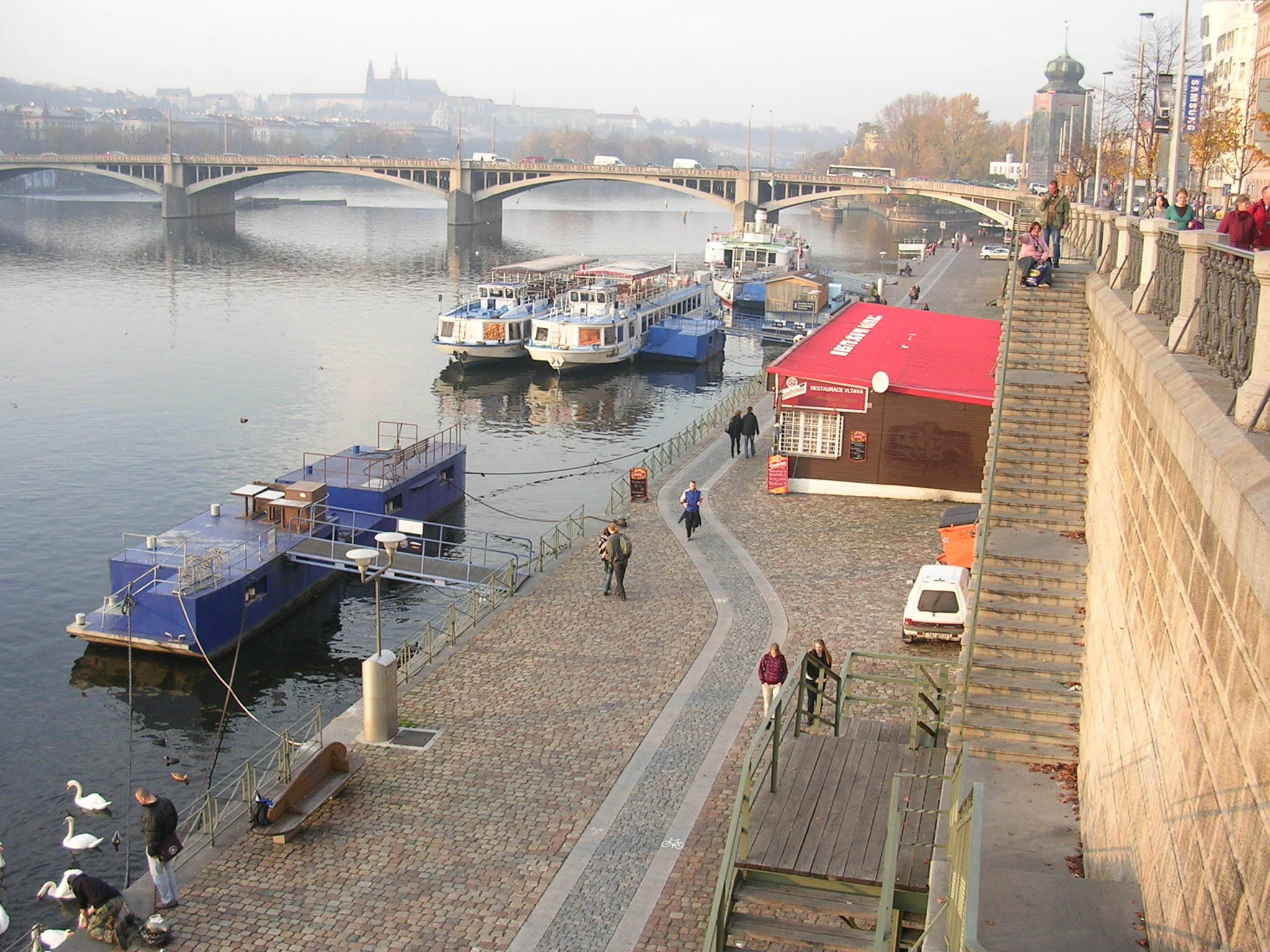
Hlavní přístaviště Pražské paroplavební společnosti v Praze u Rašínova nábřeží

Přístaviště je menší terminál zpravidla pro veřejnou nebo neveřejnou osobní vodní dopravu, který slouží k přistávání plavidel a nastupování a vystupování cestujících, případně nakládání a vykládání nákladu.
Jednoduché přístaviště bývá tvořeno plovoucím molem s můstkem (plovoucím přístavním můstkem) nebo řadou takových mol či můstků, případně přímo nábřežní zdí náplavky nebo pevným molem. Přístaviště pro pramici (například pro prámový přívoz) může být tvořeno i šikmou plochou svažující se do vody, s možností uvázání. Přístaviště bývá vybaveno uvazovacími pacholaty nebo obdobnými zařízeními, zpravidla též schůdky či můstkem.

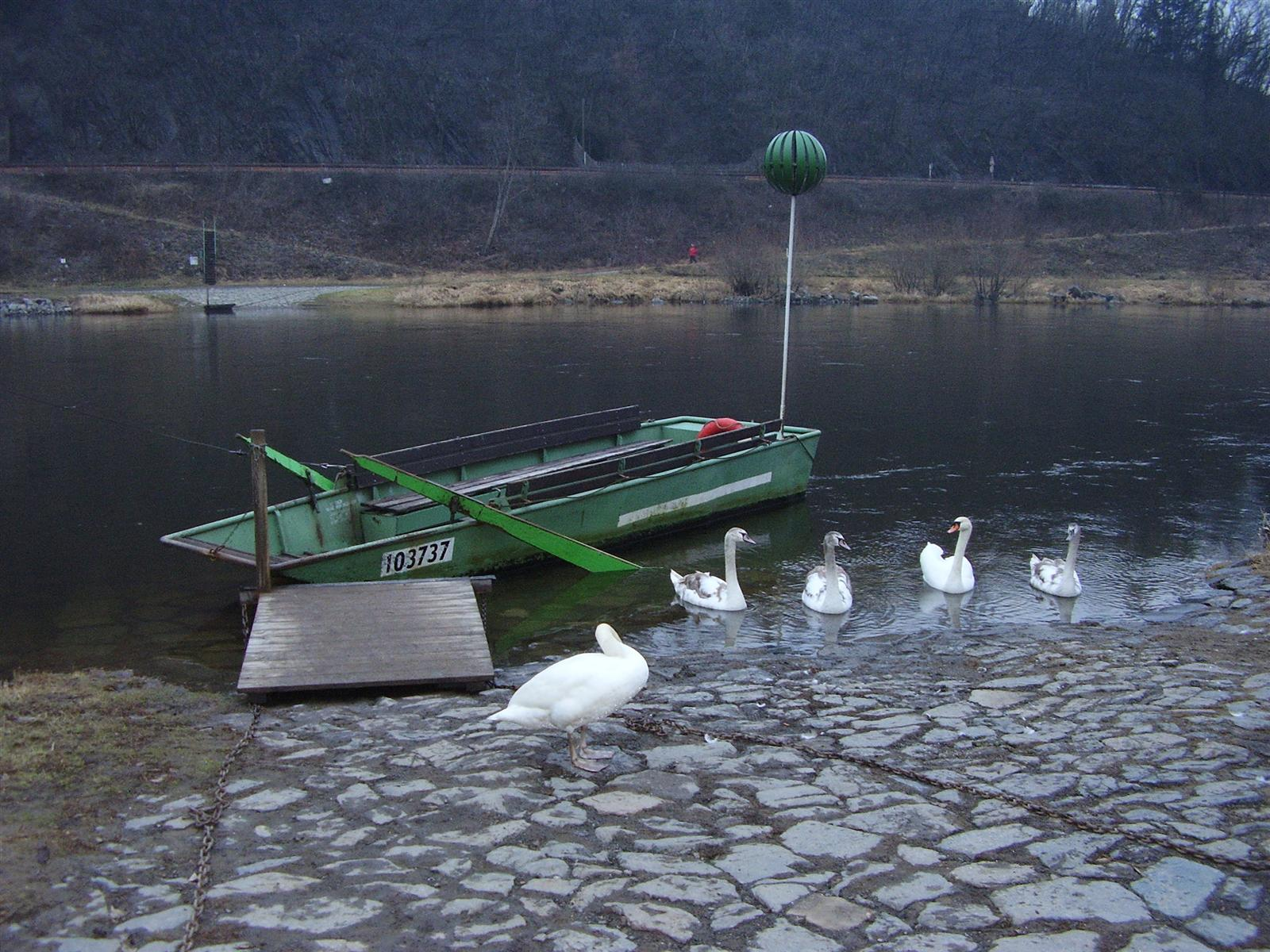
Přístaviště přívozu ve Vraném nad Vltavou

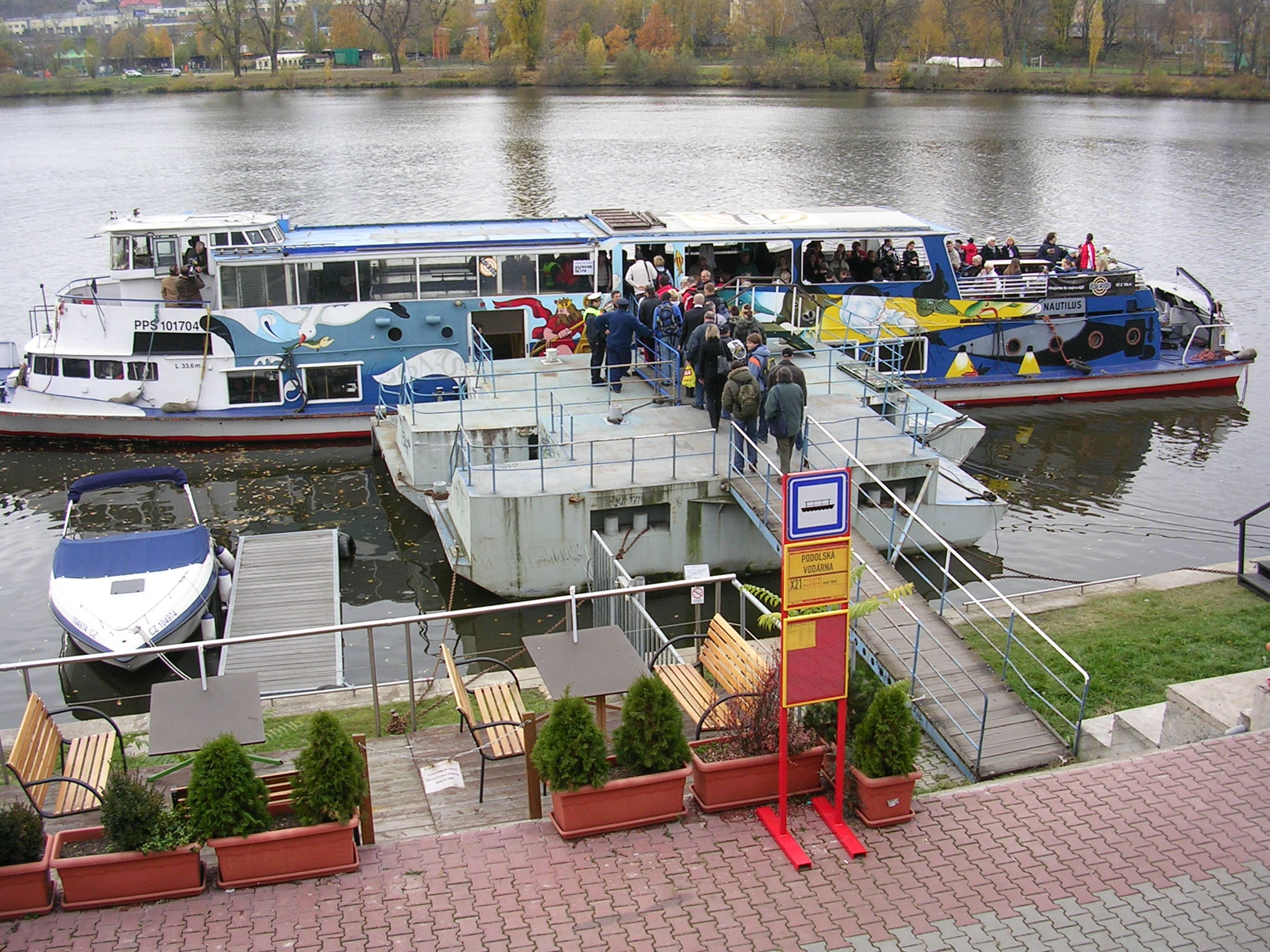
Přístaviště „Podolská vodárna“ náhradní lodní dopravy X21 v Praze-Podolí v areálu Yacht-Clubu CERE v listopadu 2008

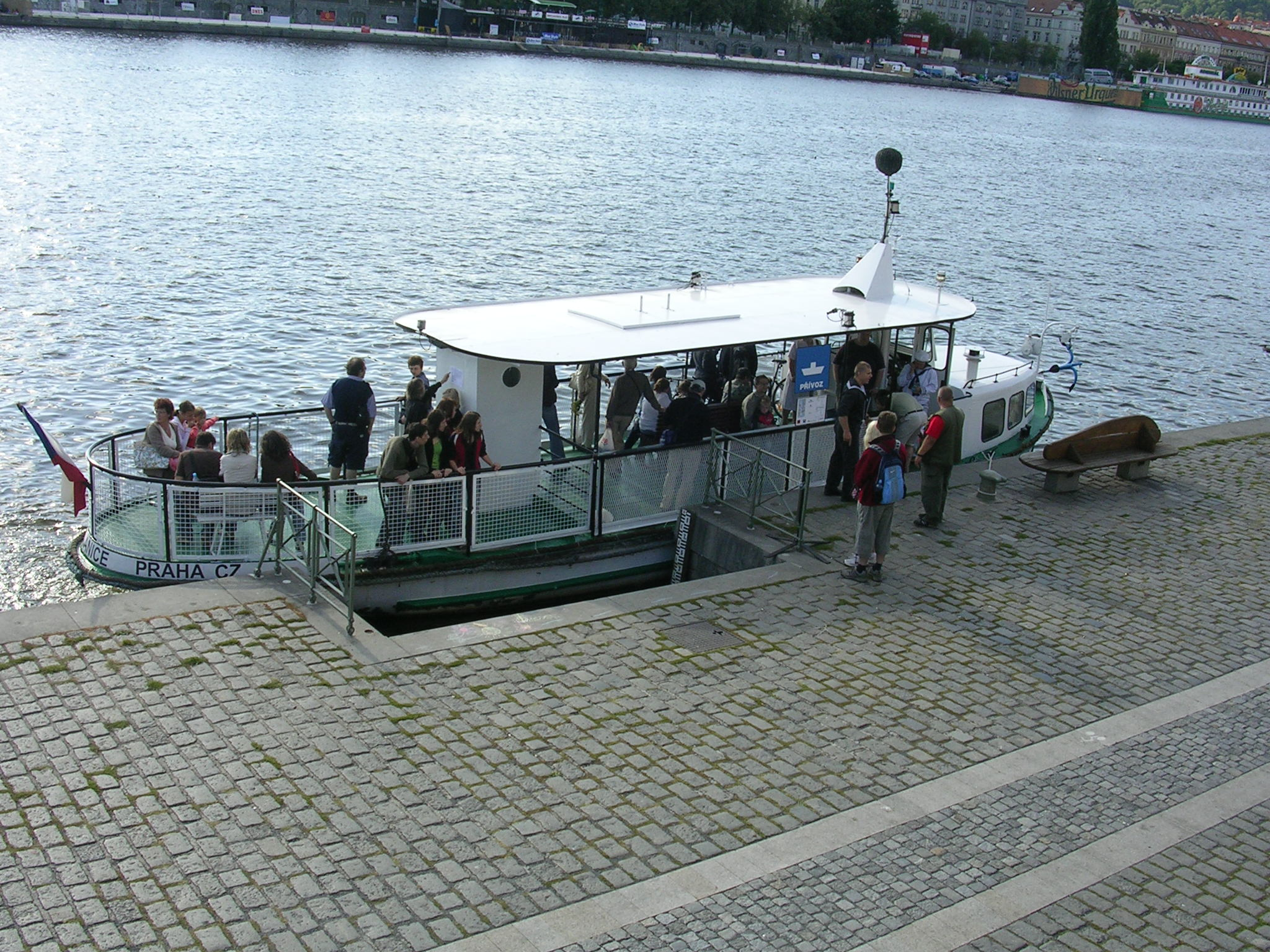
Bezmůstkové přístaviště v Praze na Výtoni

Zařízení přístavišť je podle přílohy č. 1 českého zákona č. 114/1995 Sb., o vnitrozemské plavbě, součástí vodní cesty.